# Jack Wilson (piłkarz)
John Thomas „Jack” Wilson (ur. 8 marca 1897, zm. ?) – angielski piłkarz, który występował na pozycji obrońcy.
We wrześniu 1926 przeszedł do Manchesteru United z Durham City. W sumie, biorąc pod uwagę rozgrywki ligowe i pucharowe, rozegrał w United 140 meczów i zdobył 3 bramek. W czerwcu 1932 odszedł do Bristol City.